# Tennkogel (Bad Hofgastein)
Tennkogel är en bergstopp i Österrike.   Den ligger strax öster om Bad Hofgastein i distriktet Sankt Johann im Pongau och förbundslandet Salzburg, i den centrala delen av landet, 270 km väster om huvudstaden Wien. Toppen på Tennkogel är 2 333 meter över havet, eller 66 meter över den omgivande terrängen. Bredden vid basen är 0,22 km.
Terrängen runt Tennkogel är bergig åt nordväst, men åt sydost är den kuperad. Närmaste större samhälle är Bad Hofgastein, 4,5 km väster om Tennkogel. 
I omgivningarna runt Tennkogel växer i huvudsak blandskog. Runt Tennkogel är det ganska glesbefolkat, med 45 invånare per kvadratkilometer.